# Mambetkúlovo
Mambetkúlovo (en rus: Мамбеткулово) és un poble de Baixkíria, a Rússia, que en el cens del 2010 tenia 175 habitants. Pertany al districte de Iermolàievo.